# АА дас Палмейрас
«Ассосиасан Атле́тика дас Палмейрас» (порт.-браз. Associação Atlética das Palmeiras) или просто «АА дас Палмейрас» (порт.-браз. AA das Palmeiras) — бывший бразильский футбольный клуб из города Сан-Паулу.

## История
«АА дас Палмейрас» был основан 9 ноября 1902 года капитаном и лидером «Паулистано», Жорже Мескитой, который поссорился с одноклубниками и, вместе с несколькими игроками ушёл из команды, создав собственный клуб. «Палмейрас» отличался элитарностью, в частности до 1915 года за него могли играть только люди, имеющие высшее образование. С 1906 года команда стала играть в матчах чемпионата штата Сан-Паулу. Клуб выиграл три титула чемпиона штата в 1909, 1910 и 1915 годах, а также три турнира Инсинио в 1922, 1923 и 1925. Но с середины 1920-х годов у клуба начался распад, включавший переход ведущих игроков в «Паулистано», а позже в «Сан-Паулу». Последний свой матч в истории «АА дас Палмейрас» провёл 10 ноября 1929 года против клуба «Жабакуара» и проиграл в нём 1:3. Официально клуб был расформирован в 1930 году. Впоследствии бывшими игроками и сотрудниками «АА дас Палмейраса» и «Паулистано» был образован ФК «Сан-Паулу». Новый клуб взял себе красный цвет «Паулистано», чёрный цвет «АА дас Палмейраса» и общий для обоих клубов белый цвет.
Первоначально клуб проводил матчи на стадионе «Авенида Анжелика», а затем на стадионе Шакара да Флореста.

## Достижения
- Чемпион штата Сан-Паулу: 1909, 1910, 1915
- Победитель турнира начала чемпионата Паулиста: 1922, 1923, 1925